# Questa Notte
Questa Notte var Lettlands bidrag i Eurovision Song Contest 2007 som tog sig vidare till finalen den 12 maj i Helsingfors i Finland. Sjunger gör Bonaparti.lv. 
Musik: Kjell Jennstig

Text:Kjell Jennstig/Torbjörn Wassenius/Francesca Russo.
Melodin skrevs ursprungligen på engelska och hette då "Tomorrow".[källa behövs]